# Lacrost
Lacrost is een gemeente in het Franse departement Saône-et-Loire (regio Bourgogne-Franche-Comté) en telt 578 inwoners (2005). De plaats maakt deel uit van het arrondissement Mâcon.

## Geografie
De oppervlakte van Lacrost bedraagt 10,6 km², de bevolkingsdichtheid is 54,5 inwoners per km².
De onderstaande kaart toont de ligging van Lacrost met de belangrijkste infrastructuur en aangrenzende gemeenten.

## Demografie
Onderstaande figuur toont het verloop van het inwonertal (bron: INSEE-tellingen).